# Чолан, Антонин
Антонин Чолан (рум. Antonin Ciolan; 1 января 1883, Яссы — 4 декабря 1970, Клуж-Напока) — румынский дирижёр. Народный артист Румынии (1964).

## Биография
Окончил лицей в Яссах, одновременно занимаясь музыкой в городской консерватории, в том числе под руководством Гавриила Музическу (композиция), Эдуарда Кауделлы (скрипка) и Аспазии Варлаам (фортепиано). Как пианист аккомпанировал Теодору Бураде, когда тот выступал как скрипач, и ассистировал ему в записи молдавских народных песен, аранжируя фортепианный аккомпанемент. С 1898 года ассистировал Музическу в руководстве городским хором, в 1899 году в качестве второго дирижёра участвовал в гастролях хора в Москве и Санкт-Петербурге. В 1904 году был призван на военную службу и руководил военным оркестром. В 1909—1913 гг. совершенствовался как композитор в Дрездене у Феликса Дрезеке, стажировался также как дирижёр в Берлине у Ганса фон Бюлова и в Лейпциге у Артура Никиша.
По возвращении в Румынию был вновь призван в армию и участвовал во Второй Балканской войне в чине лейтенанта, был засыпан землёй после взрыва бомбы и контужен. После демобилизации занял должность профессора контрапункта и композиции в Ясской консерватории, а в 1920 г. возглавил её и руководил вплоть до Второй мировой войны (с перерывом в 1922—1925 гг.). Одновременно он некоторое время руководил городским оркестром, работал с городской оперой, возглавлял различные хоровые коллективы.
В 1941—1944 гг., не прерывая работы в Ясской консерватории, Чолан был одним из главных организаторов музыкальной жизни на территориях, присоединённых к Румынии: он занял пост главного дирижёра Одесской оперы, осуществив на одесской сцене 12 премьер, и руководил симфоническими концертами и оперными постановками в Кишинёве. После освобождения Украины и Молдавии от гитлеровской оккупации Чолан вернулся в Яссы, где в ноябре 1944 года был арестован по обвинению в коллаборационизме и более чем полгода (с перерывом) содержался под стражей, но после многочисленных петиций румынских деятелей культуры был освобождён и вернулся в Яссы, однако в 1948 году подал в отставку со всех должностей и перебрался в Клуж.
В Клуже Чолан работал с одним из городских оркестров, был главным дирижёром Венгерской оперы, где специализировался на русском репертуаре, дирижируя, в частности, «Князем Игорем» Александра Бородина, «Хованщиной» Модеста Мусоргского, «Шахерезадой» Николая Римского-Корсакова. В 1955 г., когда после реорганизации различных музыкальных коллективов города был создан Трансильванский филармонический оркестр, стал его первым руководителем и оставался на этом посту до конца жизни. В обширном репертуаре Чолана преобладали произведения западно-европейских и русских композиторов-классиков.